# Hodophylax basingeri
Hodophylax basingeri är en tvåvingeart som beskrevs av Pritchard 1938. Hodophylax basingeri ingår i släktet Hodophylax och familjen rovflugor. Inga underarter finns listade i Catalogue of Life.